# Caravaggionizm

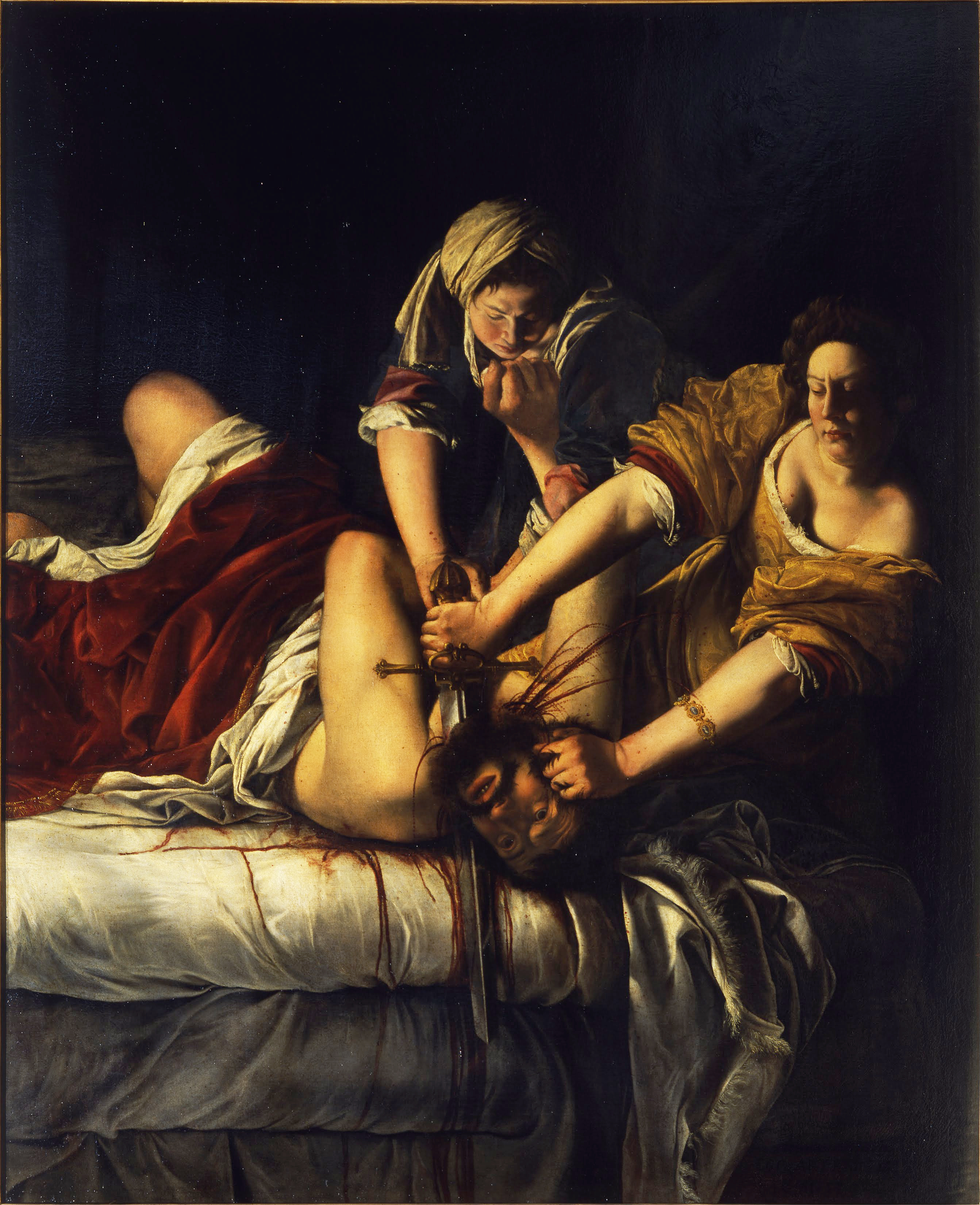
Artemisia Gentileschi, Judyta odcinająca głowę Holofernesowi

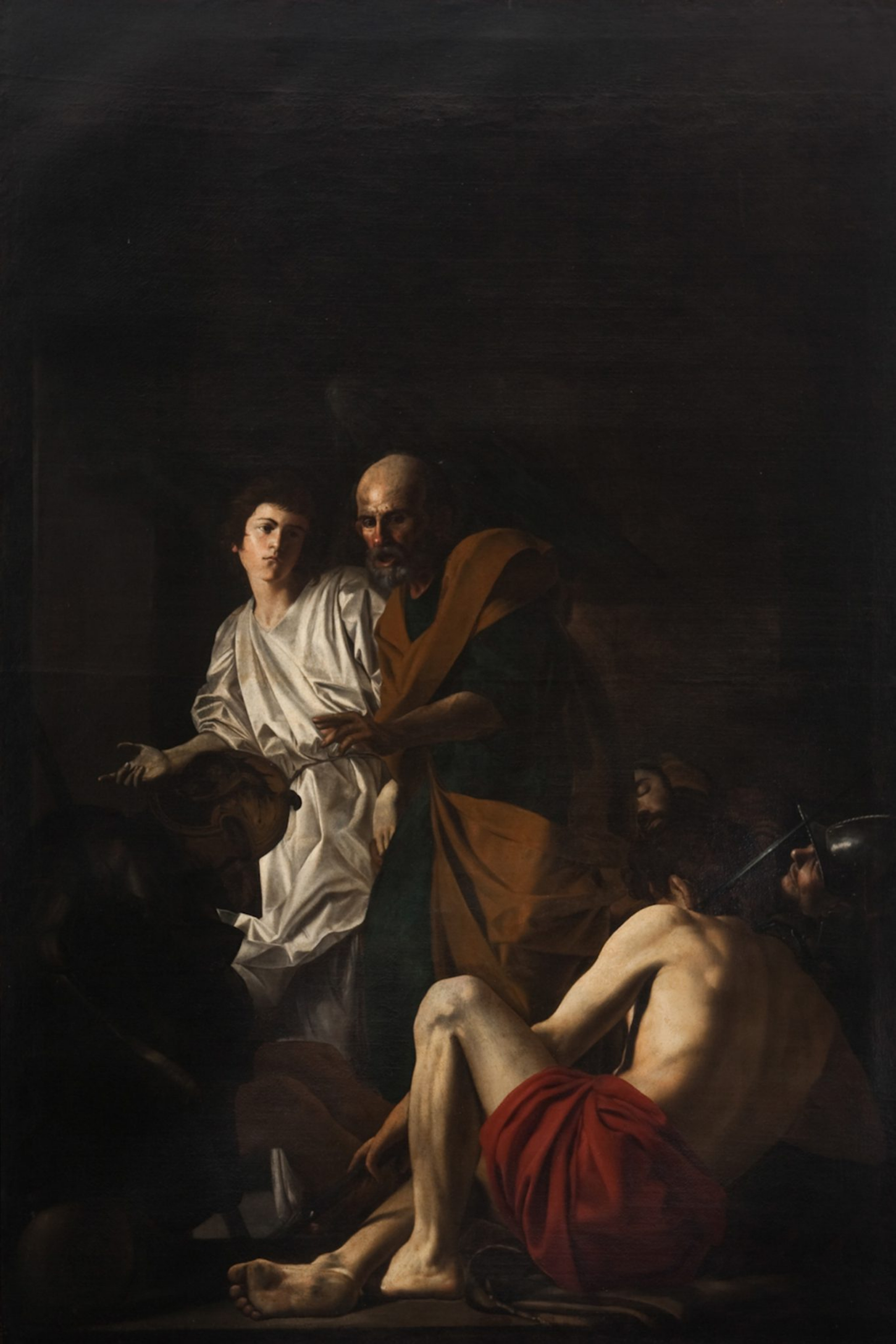
Giovanni Battista Caracciolo, Uwolnienie św. Piotra

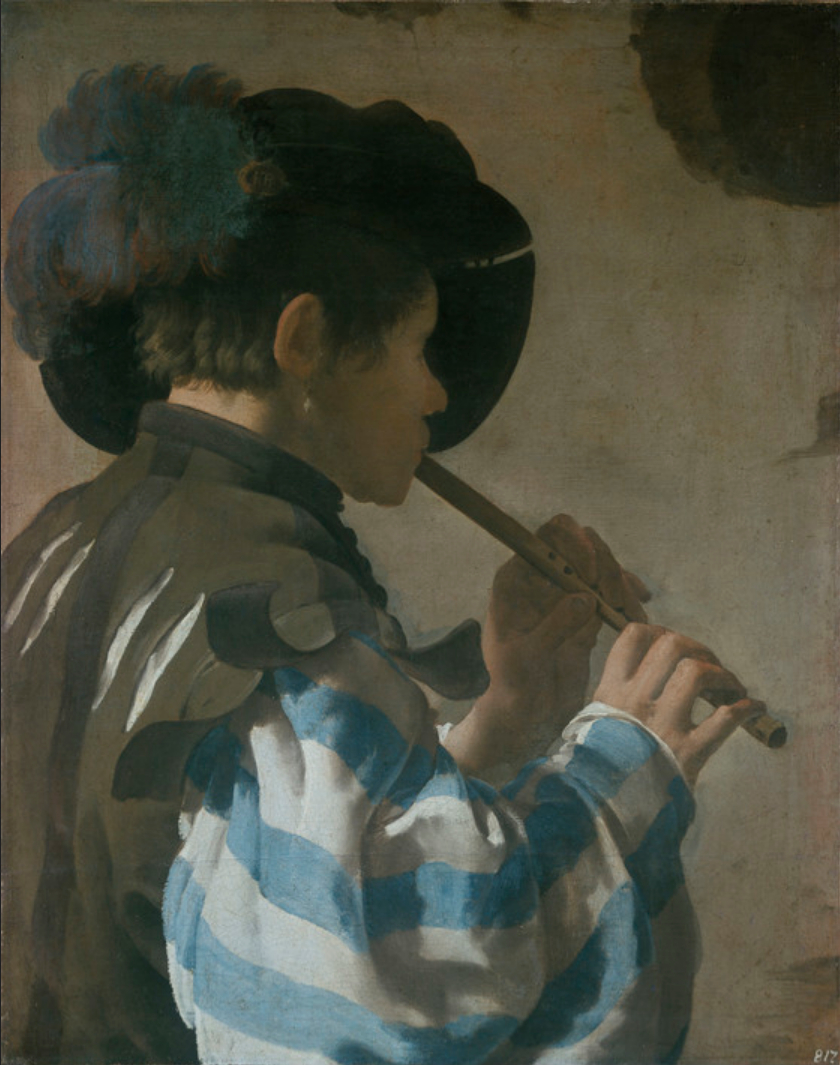
Hendrick Terbrugghen, Flecista (1621)

Caravaggionizm – formuła stylistyczna w malarstwie barokowym wprowadzona i rozwinięta ok. 1605-1640 przez włoskich kontynuatorów i naśladowców Caravaggia.

## Cechy
Charakteryzowały go takie cechy jak: zdecydowana gra światłocienia (luminizm), śmiałe skróty perspektywiczne, intensywny koloryt (dominacja czerwieni, brązów i czerni), ukazywanie postaci na bliskim planie i mrocznym neutralnym tle, mocne efekty naturalistyczne i iluzjonistyczne, patos, ekspresja, dramatyzm.
Dominowała tematyka religijna oraz specyficzne sceny rodzajowe: wróżenie z ręki, oszukiwanie w czasie gry w karty, grajkowie i muzykanci, młodzieńcy w tawernie, itp.

## Fazy rozwoju
W rozwoju caravaggionizmu można rozróżnić trzy fazy. Wstępną, ograniczoną do pierwszego dziesięciolecia XVII w. zamyka śmierć Caravaggia. Artyści z nią związani działają w Rzymie (Bartolomeo Manfredi, Giovanni Baglione, Orazio Gentileschi) i częściowo w Neapolu (Giovanni Battista Caracciolo, Artemisia Gentileschi). Większość z nich zetknęła się osobiście z Caravaggiem. Gentileschi, który jako pierwszy poddał się wpływom mistrza, był jego bliskim przyjacielem. Manfredi, najwierniejszy jego naśladowca, był prawdopodobnie jego pomocnikiem, Baglione – jednym z pierwszych jego biografów. Caracciolo, który najpełniej zasymilował dojrzałą i późną manierę mistrza, zetknął się z nim w Neapolu w l. 1606-1607.
W fazie drugiej (II dziesięciolecie XVII w. i pocz. trzeciego) maniera tenebrosa była w dalszym ciągu przede wszystkim zjawiskiem rzymskim, z tym że na czoło środowiska wysunęli się cudzoziemcy: Holendrzy, Flamandowie, Francuzi i Hiszpanie.
Po 1620 r. (faza trzecia) międzynarodowe środowisko caravaggionistów uległo stopniowemu rozproszeniu. Głównym ośrodkiem ruchu we Włoszech stał się Neapol, na Północy podobną rolę zaczął odgrywać Utrecht.
Caravaggio oddziałał też przejściowo na wielu wybitnych artystów baroku, m.in.: Petera Paula Rubensa, Jana Lievensa, Rembrandta, Diego Velazqueza.

## Główni przedstawiciele
- Włochy – Giovanni Baglione, Orazio Borgianni, Giovanni Battista Caracciolo, Cecco del Caravaggio, Antiveduto Gramatica, Artemisia Gentileschi, Orazio Gentileschi, Bartolomeo Manfredi, Pietro Novelli, Pensionante del Saraceni, Mattia Preti, Carlo Saraceni, Giovanni Serodine, Lionello Spada.
- Flandria – Jan Cossiers, Gerard Douffet, Louis Finson, Jacob van Oost (starszy), Theodoor Rombouts, Gerard Seghers.
- Holandia – Dirck van Baburen, Jan van Bijlert, Wouter Crabeth (młodszy), Gerrit van Honthorst, Matthias Stomer, Hendrick Terbrugghen.
- Francja – Trophime Bigot, Valentin de Boulogne, Georges de La Tour, Louis Le Nain, Nicolas Régnier, Nicolas Tournier, Claude Vignon, Simon Vouet.
- Hiszpania – Francisco de Herrera (starszy), Antonio de Pereda, Francisco Ribalta, Jusepe de Ribera, Francisco de Zurbaran.
- Niemcy – Johann Liss, Johann Karl Loth.